# Arthur Caesar
Arthur Caesar (Bucarest, Rumanía, 9 de marzo de 1892-Beverly Hills, Los Ángeles, California, Estados Unidos, 20 de junio de 1953) fue un guionista de cine, hermano del compositor Irving Caesar.  Comenzó a escribir películas para Hollywood en 1924. La mayoría de sus films fueron de categoría B movie. Ganó un Oscar por la historia de El enemigo público número uno (1934), que es famosa también por ser la última película que vio el famoso ladrón de bancos John Dillinger antes de ser abatido a tiros por el FBI fuera del cine.

## Filmografía seleccionada
- His Darker Self (1924)
- El barbero de Napoleón (Napoleon's Barber, 1928), dirigida por John Ford.
- The Aviator (1929)
- She Couldn't Say No (1930)
- The Life of the Party (1930)
- Gold Dust Gertie (1931)
- Side Show (1931)
- La novia del gángster (The Tenderfoot, 1932)
- El enemigo público número uno (Manhattan Melodrama, 1934)
- La hija del barrio (Alias Mary Dow, 1935)
- Atlantic City (1944)
- I Accuse My Parents (1944)
- Three of a Kind (1944)
- La mujer pirata (Anne of the Indies, 1951)

## Premios y distinciones
Premios Óscar
| Año  | Categoría       | Película                      | Resultado |
| ---- | --------------- | ----------------------------- | --------- |
| 1935 | Mejor argumento | El enemigo público número uno | Ganador   |